# Stéphane Langdeau
Stéphane Langdeau (né à Montréal le 8 février 1964 - ) est un journaliste sportif québécois. Il anime l’émission de radio du retour à la maison « LANGDEAU LATENDRESSE » avec Guillaume Latendresse au 91,9 Fm. Il a animé l'émission L'Antichambre au Réseau des sports. Finaliste pour les prix Gémeaux pour la meilleure animation sports 
ou loisirs en 2015. Finaliste meilleur animateur, émission de sports au Gala Artis 2015. 2016 et 2017.
Après des études au cégep en droit et un baccalauréat en Éducation physique à l'Université de Montréal, il enseigne durant trois ans au secondaire tout en suivant simultanément une formation à l'école de journalisme Promédia,. Il entame sa carrière de journaliste-présentateur à la station de Winnipeg de la Société Radio-Canada en 1988.
De 1988 à 1990, il travaille pour la radio CKSB-AM où il est chroniqueur sportif et animateur d'une émission de musique country, l'Auberge 1050. Il passe ensuite à la télévision de Radio-Canada à Winnipeg où il travaille durant quatre ans à titre de présentateur sportif au Le Manitoba ce soir. Durant son séjour au Manitoba, il participe aussi à l'émission pour enfants Les petites oreilles à la radio.
Il rentre à Montréal en 1994 à Radio-Canada, à titre de journaliste, chroniqueur et lecteur de sport et il participe aussi à l'arrivée de la nouvelle chaîne de nouvelles, RDI. Il a participé en tant que journaliste à la couverture télévisée de tous les Jeux olympiques depuis 1996 - Atlanta, Nagano, Sydney, Salt Lake City, Athènes, Turin, Beijing, Vancouver,, et Rio. De 1998 à 2003, il est chroniqueur à l'émission de radio Montréal Express. Durant 13 ans, de 1996 à 2009, il est aussi professeur de journalisme à l'école Promédia.
En 2004, il quitte Radio-Canada pour le Réseau des sports (RDS), où il devient lecteur pour la nouvelle chaîne, RIS. Il coanime aussi l'émission Face à face avec Martin Leclerc et Alain Chantelois de 2006 à 2009. En 2010, RDS lui confie la tâche d'animer l'émission l'Antichambre où il devient animateur, entouré de collègues et spécialistes du hockey. Il demeure à l'animation jusqu'en 2018, alors qu'il remet sa démissions.